# Vanga blau de les Comores
El vanga blau de les Comores (Cyanolanius comorensis) és un ocell de la família dels vàngids (Vangidae).

## Hàbitat i distribució
Habita matolls a les muntanyes de les illes de Mohéli i Grande Comore, a les Comores.